# Relais

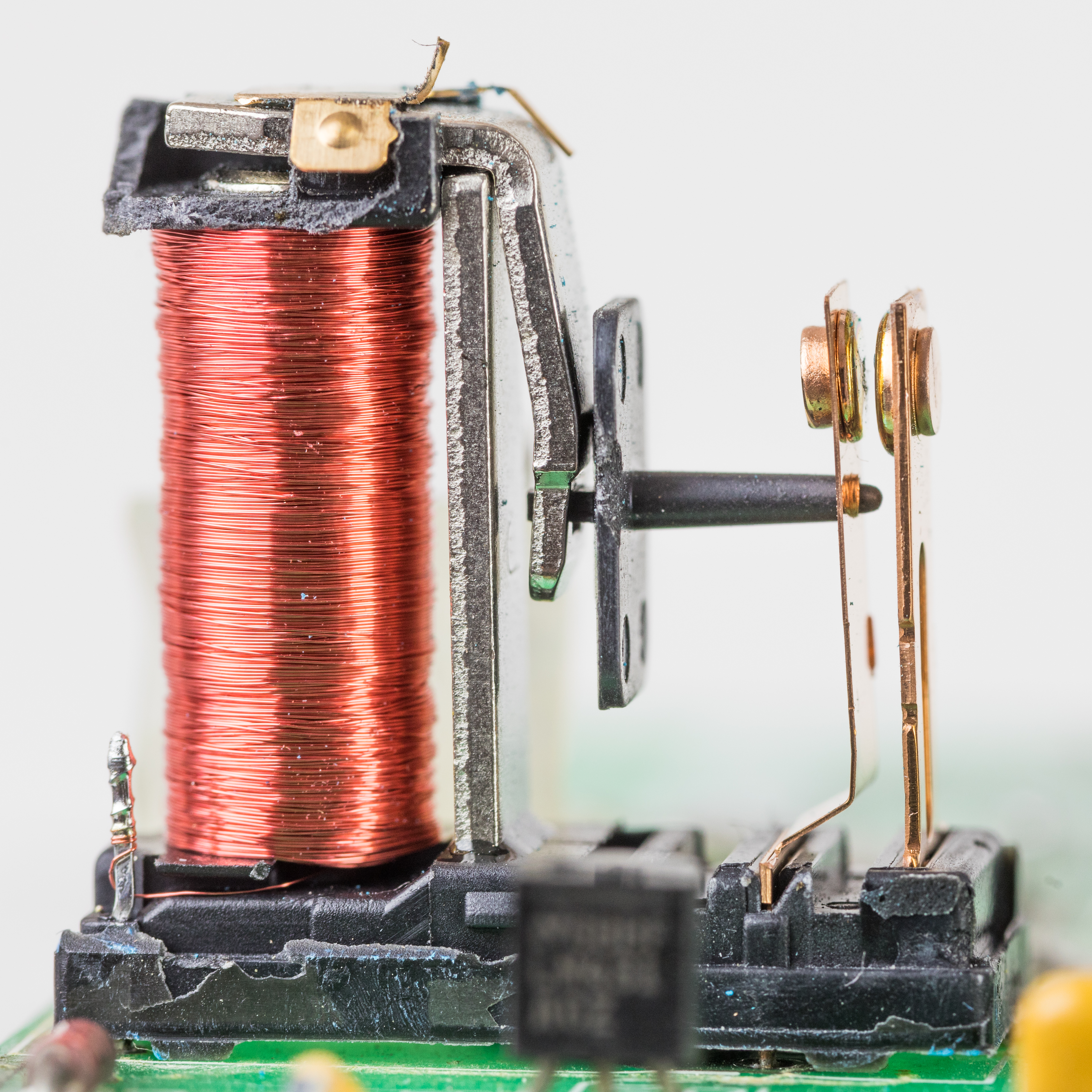
Links: Spule mit Anker, rechts die geöffneten Arbeitskontakte

Ein Relais [ʁəˈlɛː] (Pl.: Relais [ʁəˈlɛːs]) ist ein durch elektrischen Strom betriebener, fernbetätigter Schalter mit in der Regel zwei Schaltstellungen. Das Relais wird über einen Steuerstromkreis aktiviert und kann weitere Stromkreise schalten.

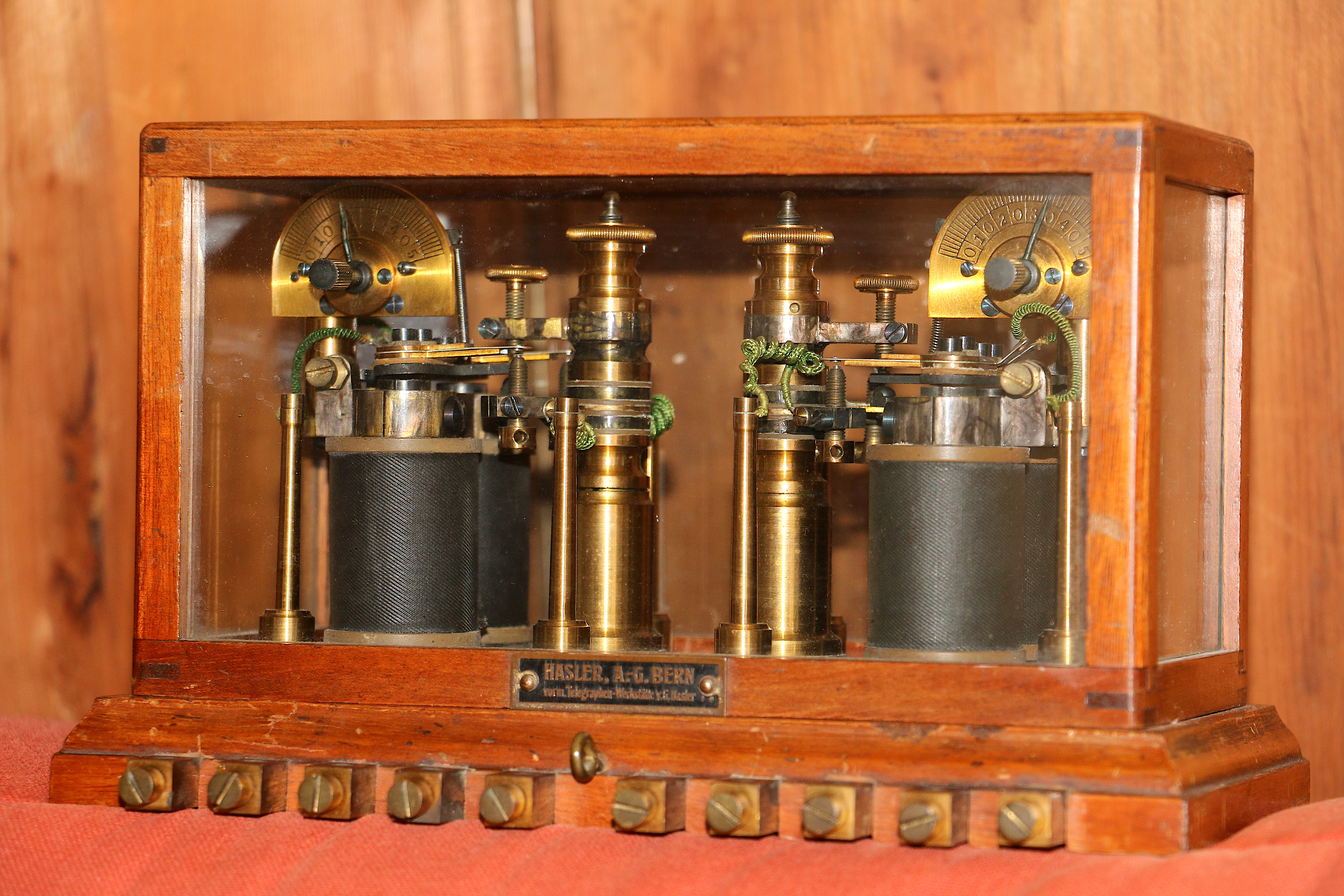
Telegrafen-Relais der Hasler AG. Diese Relais wurden für das Schreibtelegrafen-Netzwerk der Gotthardbahn um 1900 eingesetzt.

## Arbeitsweise

Funktionsprinzip eines Relais („Arbeitsstromrelais“)

Ein mechanisches Relais arbeitet meist nach dem Prinzip des Elektromagneten. Ein Strom in der Erregerspule erzeugt einen magnetischen Fluss durch den ferromagnetischen Kern und einen daran befindlichen, beweglich gelagerten, ebenfalls ferromagnetischen Anker.
An einem Luftspalt kommt es zur Krafteinwirkung auf den Anker, wodurch dieser einen oder mehrere Kontakte schaltet. Der Anker wird durch Federkraft in die Ausgangslage zurückversetzt, sobald die Spule nicht mehr erregt ist.

### Schematischer Aufbau
Als Beispiel ist hier ein Klappanker-Relais mit einem Schließer (auch Arbeitskontakt genannt) abgebildet. Das linke Bild zeigt das Relais in Ruhestellung; die Spule ist spannungslos, der Arbeitskontakt geöffnet. Auf dem rechten Bild liegt an der Spule eine Spannung an, wodurch der Anker vom Eisenkern der Spule angezogen und der Arbeitskontakt geschlossen wird.
| Relais in Ruhestellung | Relais in Arbeitsstellung |

### Begriffe

Schaltplandarstellung eines Relais mit einem Wechselkontakt

Ein Kontakt wird als Schließer oder Arbeitskontakt bezeichnet, wenn er bei abgefallenem Anker bzw. stromloser Erregerspule offen und bei angezogenem Anker bzw. stromdurchflossener Spule geschlossen ist. Als Ruhekontakt oder Öffner wird ein Kontakt bezeichnet, wenn er in angezogenem Zustand des Relais den Stromkreis unterbricht. Eine Kombination aus Öffner und Schließer wird als Wechsler oder Umschaltkontakt bezeichnet. Ein Relais kann einen oder mehrere solcher Kontakte haben.
Ein Relais heißt „Ruhestromrelais“, wenn es im Ruhezustand vom Strom durchflossen und angezogen ist, beispielsweise zur Überwachung von Netzausfall oder Drahtbruch. Im anderen und überwiegenden Fall, bei dem es im Ruhezustand stromlos ist, wird es als „Arbeitsstromrelais“ bezeichnet.
Im Schaltplan werden Relais grundsätzlich im abgefallenen Zustand gezeichnet, auch wenn sie als Ruhestromrelais arbeiten. Nur in seltenen Ausnahmefällen wird der aktive Zustand dargestellt, der dann besonders gekennzeichnet ist.

## Verwendung
Relais sind elektromechanische Bauelemente. Sie werden hauptsächlich für die folgenden Anwendungsfälle eingesetzt:
- Gleichzeitiges und potentialgetrenntes Schalten mehrerer Laststromkreise mit nur einem Steuerstromkreis
- Schalten von hohen elektrischen Leistungen mit niedriger Leistung (Schaltverstärker)
- Für eine galvanische Trennung zwischen steuerndem und zu schaltendem Stromkreis
- Um geringe Schaltübergangswiderstände im geschlossenen Zustand des Kontaktes bei gleichzeitig sehr großem Kontaktübergangswiderstand im geöffneten Zustand zu erreichen.
- Fehlerregtes Relais, ein Relais, welches mit einem zweiten Relais in Reihe geschaltet ist und bei dem zu wenig Spannung abfällt, um zum Anzug zu kommen; erst wenn das zweite Relais gebrückt wurde, kommt Relais eins zum Anzug (z. B. Weichenüberwacher bei der DB InfraGO AG).

### Vor- und Nachteile elektromechanischer Relais
Elektromechanische Relais sind wegen ihrer Nachteile in vielen Anwendungen von elektronischen Schaltern abgelöst worden. Relais besitzen gegenüber Halbleiterschaltern jedoch auch Vorteile, weshalb sie nicht überall ersetzt werden können.
Nachteile elektromechanischer Relais
- Abhängigkeit des Isolationsvermögens vom Luftdruck beziehungsweise von der Höhe über dem Meeresspiegel (außer bei hermetisch dichtem Relaisgehäuse)
- Erschütterungs- und Stoßempfindlichkeit
- Geräuschentwicklung beim Schalten
- Hohe Ansprech- und Abfallzeit und damit niedrige Schaltfrequenz gegenüber Halbleiterschaltern
- Kein Schalten im Strom- oder Spannungsnulldurchgang bei Wechselstrom
- Je nach Kontaktwerkstoff kann sich der Kontaktübergangswiderstand mit der Betriebsdauer abhängig von der geschalteten Last ändern
- Verschleiß (elektrisch durch Kontaktabbrand und mechanisch), das heißt, es muss immer die maximal erreichbare Schaltanzahl der Lebensdauer der Baugruppe gegenübergestellt werden
- Entstehung von Schaltlichtbögen beim Ein- und Ausschalten
- Entstehung von Selbstinduktionsspannungen beim Abschalten der Spule - wird meist abgefangen durch eine Schutzbeschaltung

Vorteile elektromechanischer Relais
- Geringer Kontaktübergangswiderstand im Milliohmbereich bei gleichzeitig geringer Kapazität der Schaltstrecke
- Hohe Einschaltleistung bzw. hohe Überlastbarkeit
- Schaltstrecke muss seltener durch eine Schutzbeschaltung vor Induktionsströmen der geschalteten Last geschützt werden.
- Hoher Isolationswiderstand und hohe Sperrspannung der Schaltstrecke (sichere Galvanische Trennung)
- Relais benötigen keine Kühlung, wie die Halbleiterrelais bei hohen Lasten
- Relais können geringste Signale bis hohe Hochfrequenz-Leistungen schalten und zeigen dabei wenig Neigung zum Übersprechen
- Relais können je nach Kontaktwerkstoff und Kurzschlussstrom auch Kurzschlüsse schalten, ohne ihre Funktion zu verlieren
- Schaltzustand ist oft mit bloßem Auge erkennbar
- Störfestigkeit durch ausgeprägtes Hystereseverhalten und Robustheit der Spule, sie nimmt Überspannung einige Male unbeschadet hin (EMV und ESD)

## Relaistypen

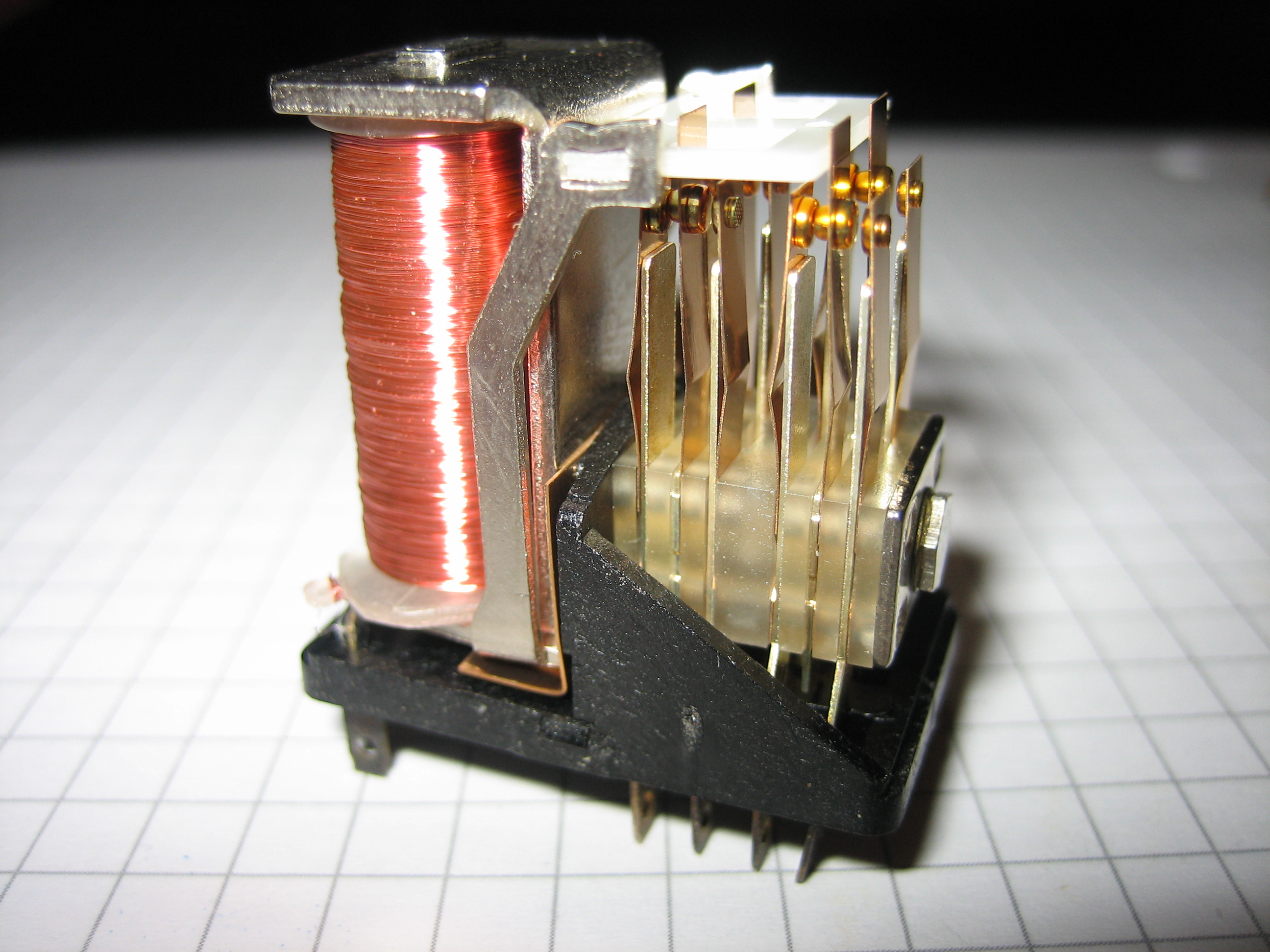
Kammrelais, Staubschutzkappe entfernt

Unter den Relais gibt es eine sehr große Anzahl verschiedener Bauformen und Ausführungen. Darüber hinaus können Relais nach verschiedenartigen Gesichtspunkten typisiert werden, beispielsweise nach Anzahl der in stromlosem Zustand möglichen Schaltzustände, nach Bauform, Baugröße, Einsatzgebiet, Art oder Material der Kontakte, Schaltleistung oder Funktionsprinzip. Ein Relais kann daher oft zu verschiedenen Typen gezählt werden.
Die wichtigsten Typen sind:

### Kleinrelais
Zu dem etwas unklar abgegrenzten Begriff Kleinrelais gehören eine Vielzahl meist im Niederspannungsbereich eingesetzte Relais, die oft zum Einbau auf Leiterplatten vorgesehen sind („Printrelais“). Weitere Beispiele sind DIL-Relais, kammgeführte Relais (sog. Kammrelais) oder SMD-Miniaturrelais.

### Schütz
Ein Relais für erheblich größere Leistungen in der Starkstromtechnik wird Schütz genannt. Die Stromstärke und elektrische Spannung im Laststromkreis können um ein Vielfaches größer als in der Spule sein. Schütze besitzen einen Zuganker, für dessen Ansteuerung eine etwas höhere Leistung erforderlich ist, und sie haben in der Regel mehrere gleichartige Schaltkontakte, wie sie zum Schalten von Drehstromverbrauchern benötigt werden.
Des Weiteren gibt es sogenannte Hilfsschütze, die ihrerseits zur Steuerung der vorgenannten Hauptschütze dienen.

### Halbleiterrelais
Halbleiterrelais (engl. solid state relay, SSR, daher eingedeutscht auch Solid-State-Relais genannt) sind keine mechanischen Relais, sondern elektronische Bauelemente, die ohne bewegte Kontakte schalten.
Halbleiterrelais werden mit Transistoren oder Thyristoren beziehungsweise Triacs realisiert. Sie sind sehr langlebig, für hohe Schalthäufigkeit und ungünstige Umweltbedingungen (Feuchtigkeit, aggressive oder explosive Gase) geeignet.
Mit Halbleiterrelais besteht die Möglichkeit, Wechselspannung während des Nulldurchganges zu schalten (Nulldurchgangsschalter), womit störende Impulse vermieden werden können. Außerdem gibt es Halbleiterrelais, die im Scheitel der Netzspannung oder sofort beim Ansteuern, also momentan schalten. Scheitelschalter werden eingesetzt zum Schalten von Induktivitäten, die keine oder nur eine geringe Restmagnetisierung haben und damit keine Hysterese aufweisen.
Eine galvanische Trennung zwischen Steuerkreis und Lastkreis wird bei Halbleiterrelais durch im Bauteil integrierte Optokoppler erreicht. Halbleiterrelais haben gegenüber mechanischen Relais höhere Verluste im Laststrompfad und müssen daher oft auf einen Kühlkörper montiert werden.
So genannte OptoMOS- bzw. PhotoMOS-Relais ähneln im Aufbau Optokopplern. Sie arbeiten steuerungsseitig wie ein Optokoppler mit einer Infrarot-LED und besitzen lastseitig im Unterschied zu den zuvor beschriebenen Halbleiterrelais keine Triacs oder Thyristoren, sondern MOSFETs, mit denen sie Gleich- und Wechselspannungen schalten können. Sie können nur kleine Ströme schalten, müssen nicht gekühlt werden und haben einen geringeren Spannungsabfall als Halbleiterrelais, zeigen typischerweise jedoch einen höheren „Kontaktwiderstand“ als mechanische Signalrelais. Sie arbeiten prell- und verschleißfrei sowie mit Schaltgeschwindigkeiten von einigen Mikrosekunden.
Vorteile
- unempfindlich gegenüber Erschütterungen
- Geringe Koppelkapazitäten zwischen Ein- und Ausgang
- Geringe Schaltverzögerung
- Kein Kontaktprellen
- Kein mechanischer Verschleiß, daher sehr viele Schaltzyklen möglich
- Keine Störung durch Magnetfelder, kein Aussenden von Magnetfeldern

Nachteile
- Bei Leistungsanwendung höhere Spannungsabfälle im Ausgangskreis als bei Relais oder Schützen
- Ein- und Ausgangskreis sind im Vergleich zu Relais empfindlicher gegenüber Überlast und Störimpulsen

### Bistabile Relais

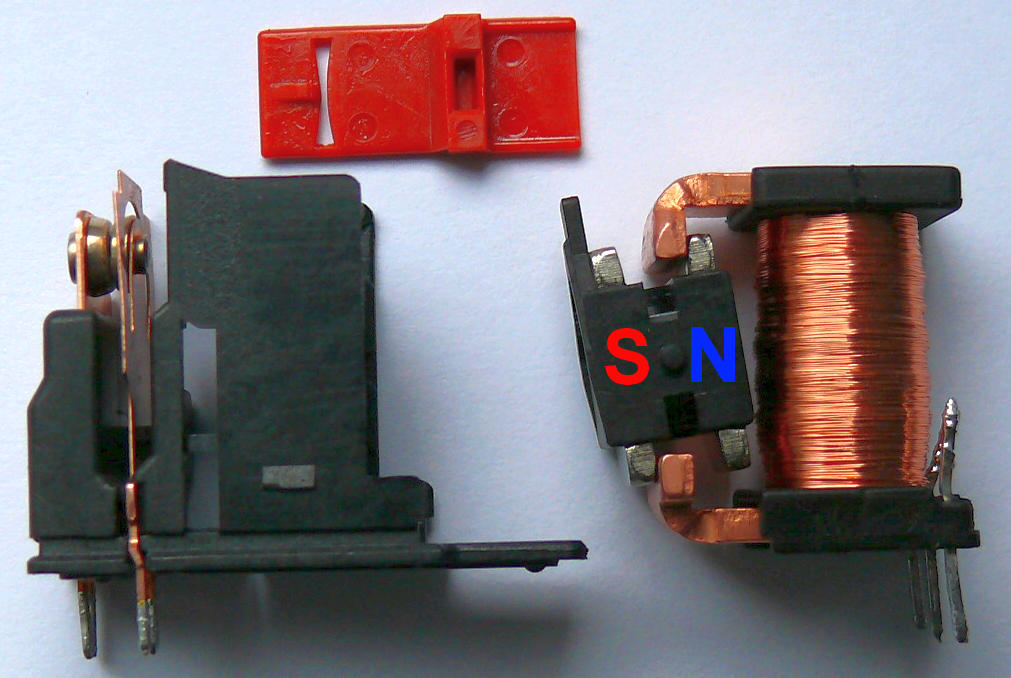
Geöffnetes bistabiles Relais (Haftrelais) mit zusätzlichen Permanentmagnet

Bistabile Relais sind gekennzeichnet durch ihre Eigenschaft, dass sie im stromlosen Zustand zwei verschiedene stabile Schaltzustände einnehmen können. Der Vorteil dieser Bauform ist, dass ein bistabiles Relais nur während der Umschaltphase kurzzeitig Energie benötigt und in den beiden stabilen Zuständen, welche beliebig lange dauern können, kein weiterer Energieverbrauch erfolgt.
Zu den bistabilen Relais gehören:
Stromstoßrelais (Stromstoßschalter)
Stromstoßrelais, in der Elektroinstallationstechnik auch als Stromstoßschalter bezeichnet, schalten bei einem Stromimpuls in den jeweils anderen Schaltzustand um und behalten diesen bis zum nächsten Impuls bei (bistabil). Das Beibehalten des Zustandes wird durch eine mechanische Verriegelung gewährleistet.
Haftrelais
Haftrelais, auch als Remanenzrelais bezeichnet, nutzen die Remanenz, um nach Abschalten des Erregerstromes weiterhin im angezogenen Zustand zu verbleiben. Zum Umschalten in den anderen Schaltzustand ist entweder an einer zweiten Wicklung mit umgekehrtem Wicklungssinn eine Spannung gleicher Polarität anzulegen (Doppelspulenrelais), oder bei Haftrelais mit nur einer Wicklung eine Spannung an diese mit entgegengesetzter Polarität. Manche Haftrelais haben zur Unterstützung der geringen Remanenz einen integrierten Dauermagneten.
Stützrelais
Stützrelais werden mechanisch in der angesteuerten Position verriegelt. Zum Umschalten in den anderen Schaltzustand ist entweder an einer zweiten Wicklung mit umgekehrtem Wicklungssinn eine Spannung gleicher Polarität anzulegen (Doppelspulenrelais), oder bei Relais mit nur einer Wicklung eine Spannung an diese mit entgegengesetzter Polarität. Stützrelais werden häufig zur Speicherung von Zuständen auch bei Stromausfällen sowie zum Stromsparen bei lange unveränderten Schaltvorgängen eingesetzt.
Doppelspulenrelais bei der Modelleisenbahn
Bei der Modelleisenbahn werden auch Doppelspulrelais eingesetzt. Diese nutzen üblicherweise keine Remanenz und sie werden auch nicht mechanisch verriegelt. Diese Doppelspulenrelais haben oft eine Endabschaltung. Die Endabschaltung verhindert eine Überhitzung von unterdimensionierten Spulen, die sonst bei Dauerbelastung durchbrennen würden. Solche Doppelspulenrelais werden unter anderem zur Steuerung von Signalen verwendet.

### Gepolte Relais
Es gibt zwei Arten von Relais, bei denen die Polarität vorgeschrieben ist:
- bei gepolten Relais ist die Polarität der anzulegenden Erregerspannung festgelegt. Polarisierte Relais haben einen integrierten Dauermagneten, dessen Feld das der Erregerspule additiv überlagert. Dadurch ist die Anzugsspannung reduziert, bzw. die Anzugsempfindlichkeit ist erhöht.
- bei Relais mit integrierter Freilaufdiode kann die Spannung nur in Sperrrichtung der Diode angelegt werden. Diese Variante findet man hauptsächlich bei Relais im DIL-Gehäuse.

### Relais in Kraftfahrzeugen
Kfz-Relais sind robust gebaute Relais, die den erhöhten Anforderungen in Kraftfahrzeugen hinsichtlich Stoßfestigkeit und Temperaturbereich standhalten können. Sie arbeiten mit der Bordspannung von 12 V oder 24 V und können höhere Ströme schalten. In der Regel besitzen sie Anschlüsse mit 6,3-mm-Flachsteckern. Häufig enthalten sie im Gehäuse schon Bauelemente (Widerstand, Diode) zum Begrenzen der Gegeninduktionsspannung der Spule.

#### Sonderfunktionen

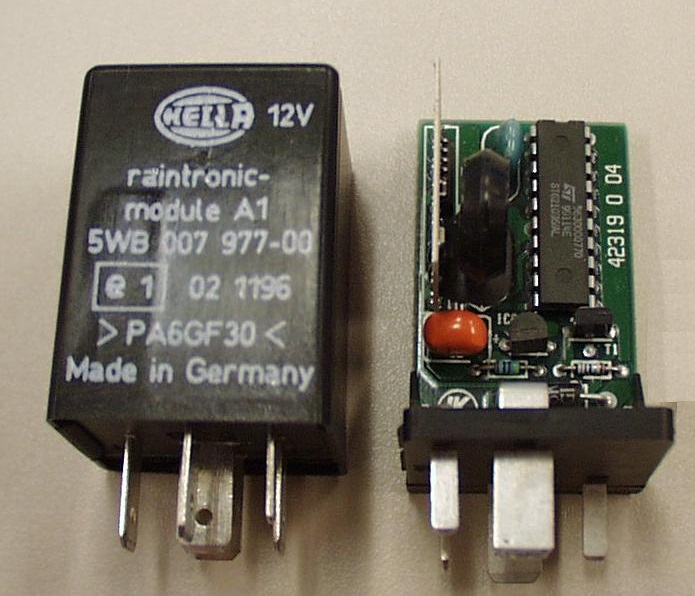
Links: Regensensor-Relais, Rechts: geöffnetes EGR-Relais

Die „Relais“, die als steckbare Baugruppen u. a. im Sicherungskasten von Kraftfahrzeugen verbaut sind, sind häufig Relais mit weiteren Funktionen oder elektronische Baugruppen bzw. kleine Steuergeräte.
Beispiele
- Benzinpumpenrelais (Zeit- und drehzahlabhängige Steuerung der Benzinpumpe)
- Blinkrelais (Taktgeber für den Blinker)
- EGR-Relais (Steuerung der luftdruck- und drehzahlabhängigen Abgasrückführung)
- Glühzeitrelais für die Glühkerze von Dieselmotoren (Zeitsteuerung und Strompfadkontrolle)
- Intervallrelais für den Scheibenwischer (Elektrischer Taktgeber, teilweise mit einstellbarer oder regengesteuerter Intervallzeit)
- Steuerung für anklappbare Außenspiegel und Bordsteinkanten-Funktion
- Hupenrelais (verhindert, dass der, insbesondere bei Zweiklangfanfaren, bis ca. 12 A große Arbeitsstrom der Hupe durch die Lenkradtaste läuft und dort zu Elektroerosion führt)

In vielen dieser kleinen Steuergeräte ist zwar tatsächlich noch ein mechanisches Relais enthalten, der Begriff Relais für die gesamte Einheit ist aber eher historisch bedingt. In modernen Autos werden die meisten Funktionen in größeren zentralen Steuergeräten integriert – so wird heute oft das typische Geräusch des Blinkrelais entweder per Lautsprecher oder mit einem Relais erzeugt, das keine Last schaltet.

### Fernmelderelais

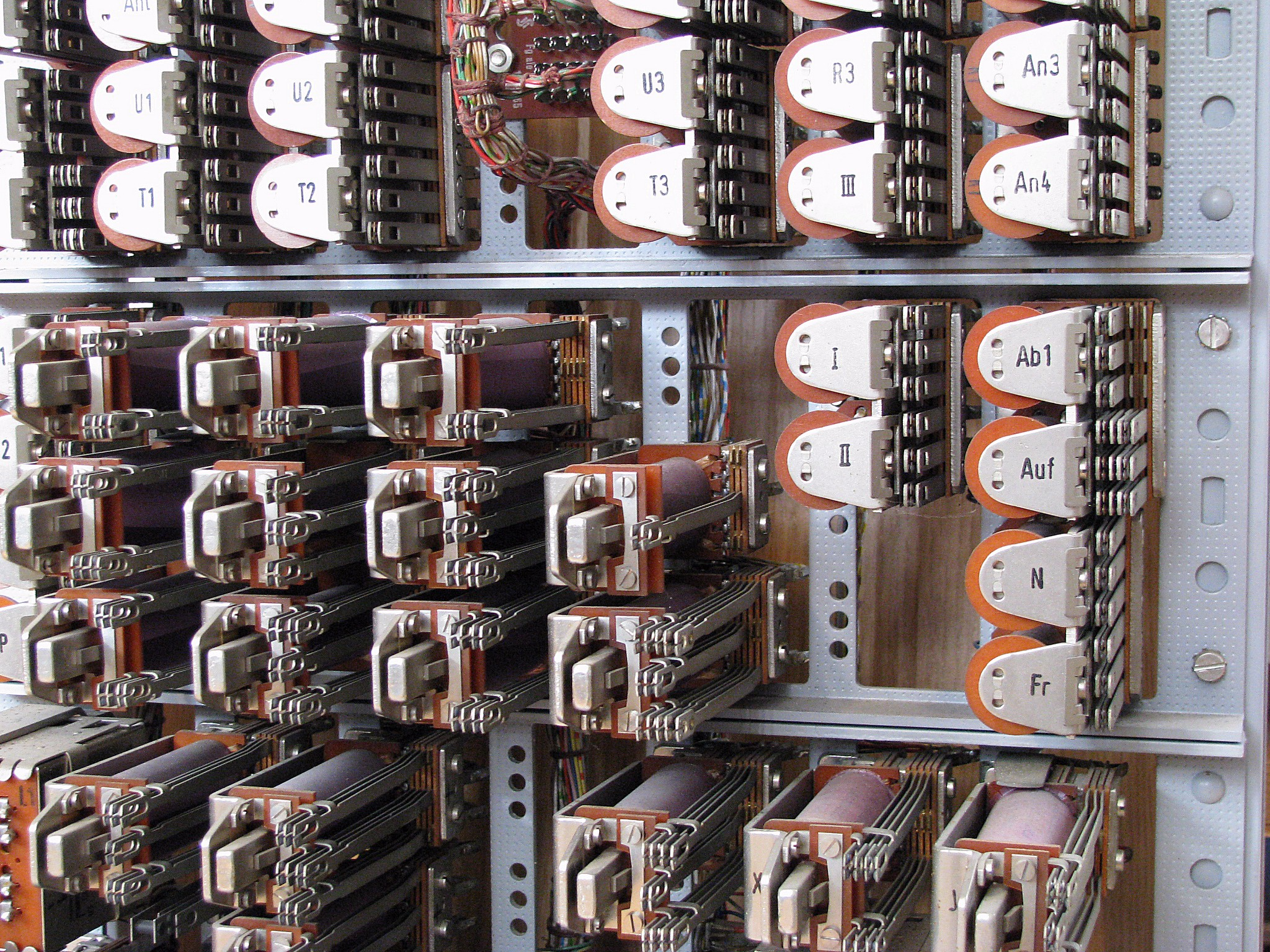
Flachrelais und Rundrelais in einer Telefonanlage von 1975

In den elektromechanischen Vermittlungsstellen und Telefonanlagen wurden Relais in großem Umfang eingesetzt. Sie dienten der logischen Ablaufsteuerung beim Auf- und Abbau der Wählverbindungen. Dabei waren den Teilnehmern in der Teilnehmerschaltung, sowie dem Koppelfeld, das meist aus Wählern bestand, Relais fest zugeordnet. Zu den wichtigsten Vertretern dieser Art von Relais, die heute nur noch sehr vereinzelt anzutreffen sind, zählen das Flachrelais, das Rundrelais, das ESK-Relais und als Relais mit speziellem Aufgabengebiet z. B. das Prüfrelais 55.

### Wechselstromrelais

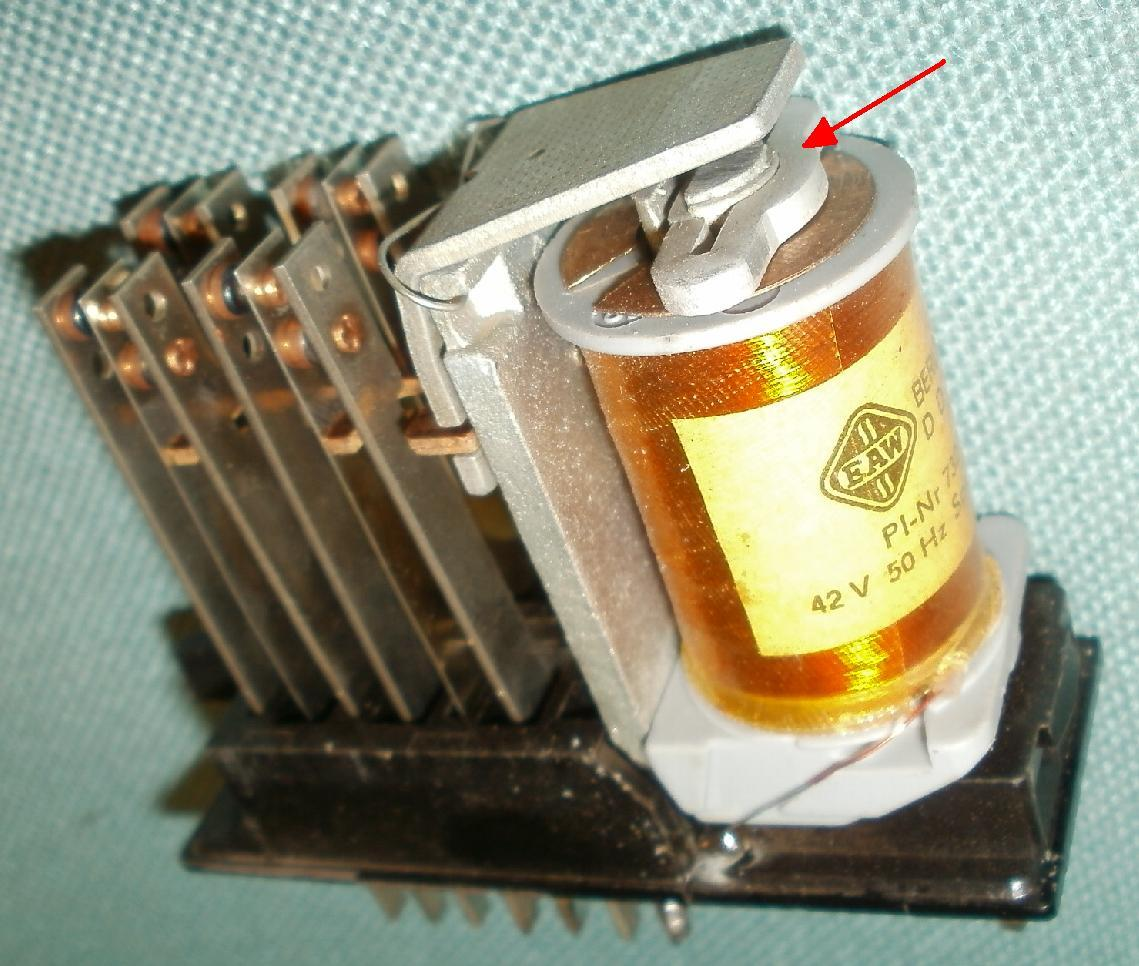
Spaltpolrelais für 42 V/50 Hz Betätigungsspannung (Pfeil: Kurzschlusswindung), Hersteller EAW

Elektromagnetische Relais können nicht ohne weiteres mit Wechselspannung betrieben werden, da das Magnetfeld, das den Anker halten soll, sich dauernd umpolt und daher zwischenzeitlich zu schwach beziehungsweise null ist. Der Anker zieht zwar in der Regel bei Spannungen mit Netzfrequenz an, klappert aber und ein präzises Schalten der Kontakte ist nicht sichergestellt. Folgende Relais können mit Wechselstrom betrieben werden:
- Gleichstromrelais mit vorgeschaltetem Gleichrichter (der gelegentlich in das Relaisgehäuse eingebaut ist).
- Phasenrelais ist ein Relais mit zwei Wicklungen auf getrennten Eisenschenkeln, wobei der Stromfluss in einer der Wicklungen mittels eines in Serie geschalteten Kondensators um etwa 90 Grad phasenverschoben ist. Dadurch ist eine Spule immer dann voll erregt, wenn der Erregerstrom in der anderen durch Null geht.
- Spaltpolrelais mit einem Spaltpol haben eine Kurzschlusswindung. Der in der Kurzschlussschleife induzierte Strom, der gegenüber dem Steuerstrom phasenverschoben ist, hält die Haltekraft aufrecht, während der Steuerstrom seinen Nulldurchgang hat.

### Drehspulrelais
Das Drehspulrelais ist ein mit einem Dauermagneten polarisiertes Spezialrelais für kleine Leistungen. Der Aufbau entspricht einem Drehspulmesswerk mit einer drehbar gelagerten Spule, außen liegenden Permanentmagneten und einer Rückzugfeder. Statt eines Zeigers vor einer Anzeigeskale werden bei dem Drehspulrelais Kontakte bei bestimmten Drehwinkeln der Drehspule ausgelöst. Prinzipbedingt durch den Dauermagneten können Drehspulrelais nur Gleichgrößen wie Gleichspannung erfassen, weshalb sie in Wechselspannungsanwendungen mit Brückengleichrichtern kombiniert werden.
Anwendung fand das Drehspulrelais in verschiedenen Formen des elektrischen Netzschutzes in elektrischen Energienetzen wie dem Distanzschutzrelais. Bei Überschreiten bestimmter, vorab am Drehspulrelais eingestellter Grenzwerte wurden automatisch entsprechende Warn- und Abschaltkontakte ausgelöst, welche in Umspannwerken die zugeordneten Leistungsschalter auslösen.

### Weitere Relaistypen

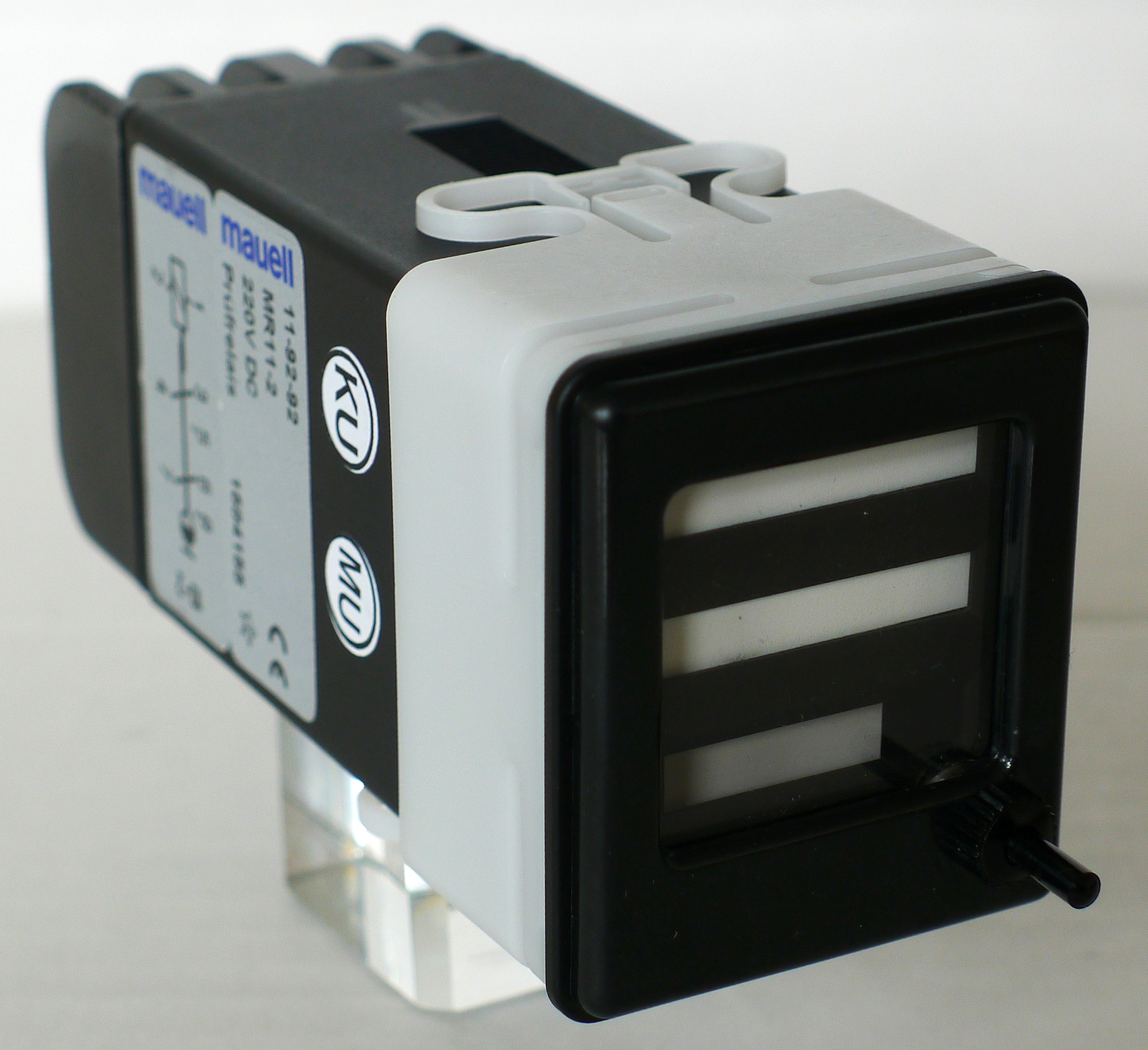
Fallklappenrelais Mauell MR11

- Bimetallrelais arbeiten nicht elektromagnetisch, sondern benutzen die thermische Wirkung des Stromflusses. Sie werden zum zeitverzögerten Schalten verwendet. Ein mit einem Heizleiter umwickelter Bimetallstreifen wird langsam erhitzt, bewegt sich dadurch und schaltet dann einen Kontakt.
- Differenzrelais haben zwei Wicklungen mit denselben elektromagnetischen Eigenschaften und sprechen bei kleinen Stromdifferenzen zwischen den Wicklungen an. Nach dem Prinzip der Stromdifferenzauswertung arbeiten beispielsweise Fehlerstrom-Schutzschalter.
- Koax-Relais werden zum Schalten von Hochfrequenzsignalen verwendet und haben eine definierte Leitungsimpedanz (z. B. 50 Ohm) zwischen Kontaktweg und Abschirmung.
- Melderelais besitzen außer den Schaltkontakten eine Schauklappe, die beim Fallklappenrelais nach dem Auslösen ihre Stellung bis zu einer Quittierung beibehält. Die mechanisch-optische Meldefunktion besitzt auch elektrische Kontakte. Melderelais mit Stromspule können auf diese Weise einmalig Stromüberschreitungs-Ereignisse speichern und bis zur Quittierung anzeigen[2]
- Polwenderelais haben zwei Spulen und zwei Umschaltkontakte, die intern zu einer H-Brücke zum Umkehren der Drehrichtung von Gleichstrommotoren verschaltet sind. Ferner wurden diese Relais zur Ansteuerung von Nebenuhrenlinien in Uhrenanlagen verwendet.
- Quecksilberrelais verwenden zum Schalten des Kontaktes das bei Raumtemperatur flüssige Metall Quecksilber, das sich unter Schutzgas in einer Glasröhre befindet. Bei historischen Treppenlichtautomaten wird die Glasröhre wie bei einem Quecksilberschalter elektromagnetisch gekippt. Tauchankerrelais (auch Tauchrelais) besitzen einen auf dem Quecksilber schwimmenden Magnetanker, der wie bei einem Zugmagnet mit einer stromdurchflossenen Spule in das Quecksilber hineingezogen wird und dadurch dessen Füllstand soweit erhöhte, dass ein oberhalb angebrachter Kontakt vom Quecksilberspiegel erreicht wird. Es gibt auch eine Bauform, bei der ein magnetisch gehaltener Kontaktstift in das Quecksilber fällt, wenn das Magnetfeld abfällt – angewendet früher in Weidezaungeräten. Eine weitere Bauform sind thermische Quecksilberrelais, bei denen ein Heizelement auf ein Gasvolumen arbeitet, durch dessen thermische Ausdehnung eine Lageänderung des Quecksilbers erreicht wird, wodurch es Kontakte öffnet oder schließt. Sie reagieren naturgemäß langsam, was jedoch bei dem früher üblichen Einsatz in Temperaturreglern gewünscht war oder zur Zeitverzögerung genutzt wurde. Thermische Quecksilberrelais wurden oft zusammen mit Kontaktthermometern eingesetzt. Quecksilberrelais waren mittels einer ausgeklügelten Mechanik auch als Stromstoßrelais in Gebrauch.

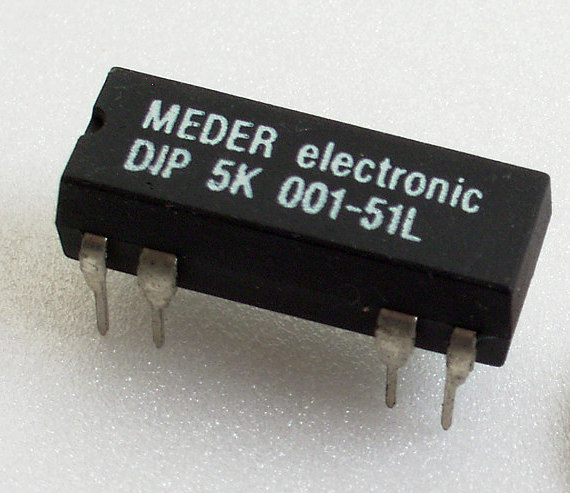
Reedrelais im DIP-Gehäuse

- Reed-Relais haben einen in Schutzgas eingeschlossenen Kontakt, der zugleich Magnetanker ist.
- Ein Signalrelais in der Eisenbahnsicherungstechnik ist ein Relais, das besonderen konstruktiven Anforderungen genügen muss, damit es für sicherheitsrelevante Schaltungen verwendet werden darf.
- Signalrelais in der Elektronik haben Gold- oder Palladiumkontakte und sind speziell und ausschließlich für kleine Ströme und Spannungen geeignet. Leistungsrelais haben dagegen z. B. Silber-Cadmium- oder Silber-Wolfram-Kontakte und sind zum Schalten von höheren Strömen geeignet.
- Stromrelais besitzen eine besonders niederohmige Spule, damit sie mit einem elektrischen Verbraucher, dessen Stromfluss überwacht werden soll, in Reihe geschaltet werden können.
- Telegrafenrelais sind hochempfindliche, polarisierte Relais, die in der Fernschreibvermittlung eine wichtige Rolle spielten.
- Zählrelais zählen Ergebnisse. Dazu addieren oder subtrahieren sie Impulse und schalten als Kontakt, wenn der aktuelle Istwert größer oder gleich einem oberen Schwellwert – dem Sollwert – ist.
- Hybridrelais
- Lastabwurfrelais
- Batterietrennrelais

### Relais im weiteren Sinne

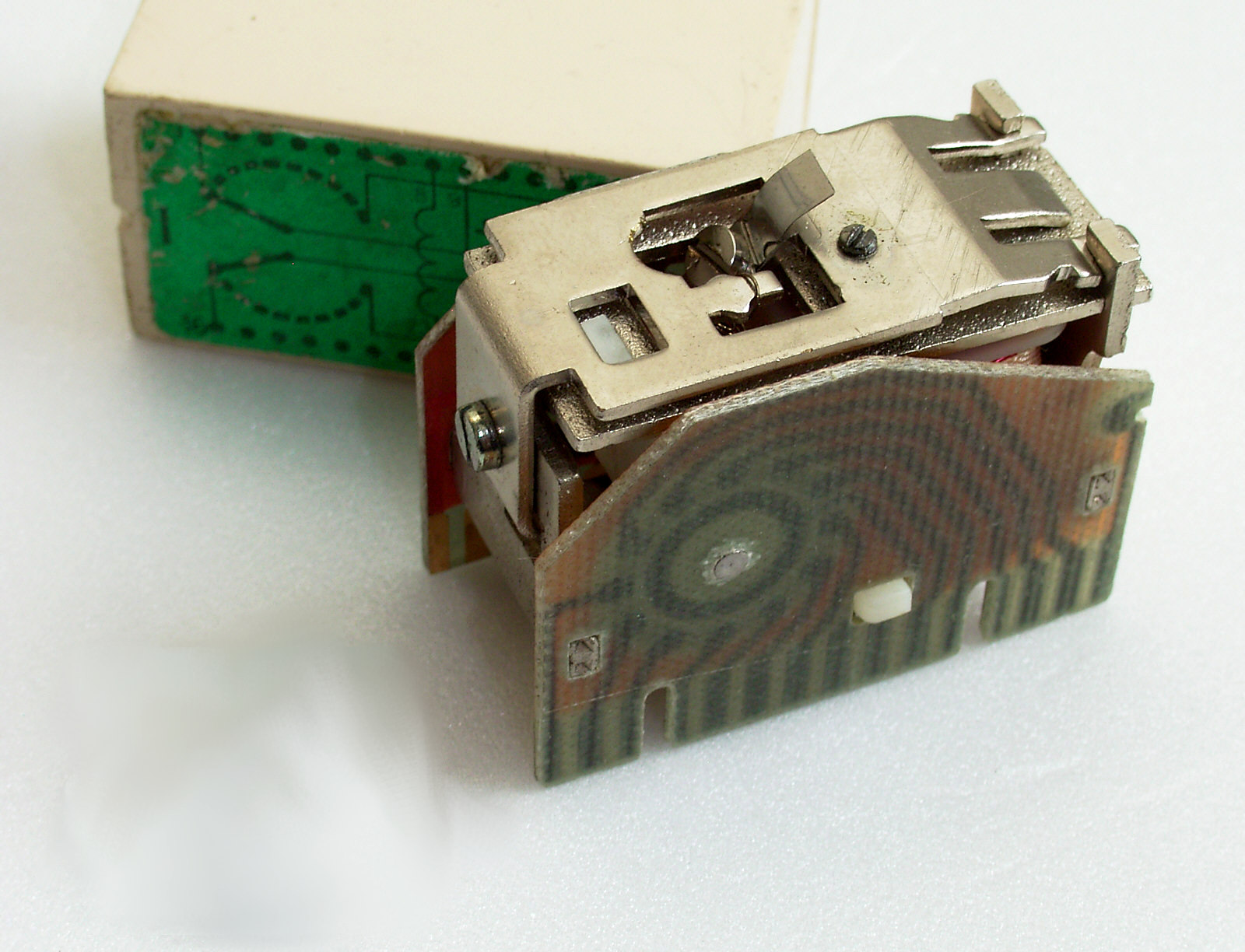
Schrittschaltrelais geöffnet

Diese Relais sind zusätzlich mit einer mehr oder weniger aufwändigen Mechanik oder Elektronik versehen.
Schrittschaltrelais wurden zur Steuerung in historischen Telefonanlagen, Ampelschaltungen oder auch Waschautomaten benutzt.
Zeitrelais gibt es in elektronischer oder elektromechanischer Ausführung, sie werden zur zeitlichen Ablaufsteuerung in Maschinen und Geräten eingesetzt.
Eine Form des Zeitrelais ist das Impulsrelais. Es schaltet nach Erhalt eines Aktivierungsimpulses den Kontakt für eine definierte Zeitspanne, arbeitet also analog zu einer monostabilen Kippstufe. Ein typisches Beispiel ist ein Treppenhausschalter.
Ein Wischerrelais (siehe auch Wischkontakt) ist ein Impuls- oder ein bistabiles Relais, das speziell auch auf sehr kurze („gewischte“) Impulse anspricht.
Überwachungsrelais melden mithilfe eines Sensors die Über- oder Unterschreitung bestimmter voreingestellter Werte. So können beispielsweise Temperaturen, Flüssigkeitsstände, Spannungen, Asymmetrien in Drehstromnetzen mittels Asymmetrierelais oder beliebige andere physikalisch messbare Größen überwacht werden.

## Kennwerte
In der folgenden Tabelle sind die wichtigsten Kennwerte aufgelistet, über die ein Relais spezifiziert wird. Darüber hinaus ist natürlich noch eine Maßzeichnung, Anschlussbelegung usw. interessant. Die Beispiele betreffen ein typisches 12-V-Kfz-Relais.
| Kennwert                               | Erläuterung | Beispiel                           |
| Spule                                  | |                                    |
| -------------------------------------- | --- | ---------------------------------- |
| Nennspannung                           | Nenn-Betriebsspannung (Arbeitsbereich), Stromart der Relaisspule | 12 V (10…16 V) DC                  |
| Spulenstrom oder -widerstand           | Spulenstrom bei Nennspannung | 117 mA / 103 Ω                     |
| Anzugsspannung                         | Typische Spannung, bei der der Anker anzieht | 3…7 V                              |
| Abfallspannung                         | Typische Spannung, bei der der Anker abfällt. Sie ist geringer als der Anzugsstrom bzw. die Anzugsspannung. Dadurch kann ein Relais z. B. auch bei Fremdeinspeisung mit niedrigerer Spannung (ungewollt) angezogen bleiben. | 1,2…4,2 V                          |
| Kontakte                               | |                                    |
| Kontaktausführung                      | Anzahl und Art der Schaltkontakte | 1 × Ein (SPST)                     |
| Schaltstrom                            | Strom, der ein-/ausgeschaltet werden kann, abhängig von der Last und der Stromart | 100/40 A                           |
| Dauerstrom                             | Strom, der im eingeschalteten Zustand maximal dauernd fließen darf (thermische Dauerstrom-Belastbarkeit), liegt meist über dem Abschaltstrom                                                                                | 40 A                               |
| Schaltspannung                         | Spannung, die maximal geschaltet werden kann, abhängig vom Lastverhalten und der Stromart | ca. 35 V DC @ 10 A                 |
| Umgebungstemperatur                    | Temperaturbereich, in dem das Relais betrieben werden darf | −40…+85 °C                         |
| Prüfspannung                           | Spannung, die zwischen dem Spulenstromkreis (Wicklung) und dem Kontaktstromkreis maximal anliegen darf | 500 V AC                           |
| Elektrische Lebensdauer                | Anzahl der Schaltvorgänge, die die Kontakte bei einer spezifizierten Belastung unter Einhaltung der elektrischen Parameter überstehen                                                                                       | 100.000 bei 20 °C / 14 V DC / 40 A |
| Mechanische Lebensdauer                | Anzahl der Schaltvorgänge, die die Mechanik bei einer spezifizierten Umgebung übersteht | 1.000.000 bei 20 °C                |
| Spannungsabfall oder Kontaktwiderstand | Maximaler Spannungsabfall bei einem spezifizierten Strom oder Kontaktwiderstand über den Schaltkontakten | 2 mΩ (zu Beginn)                   |
| Kontaktwerkstoff                       | Material der Kontakte, meist Legierungen (hohe Schaltleistungen) oder Edelmetalle (Signalzwecke) | Silberlegierung                    |
| Gesamtsystem                           | |                                    |
| Ansprechzeit                           | Typische/maximale Zeit zwischen Anliegen der Betätigungsspannung und Schließen der Kontakte | 6,5/15 ms                          |
| Rückfallzeit                           | Typische/maximale Zeit zwischen Unterschreiten des Haltestromes und Öffnen der Kontakte | 2/15 ms                            |
| Schaltfrequenz                         | Maximale Betätigungsfrequenz des Relais | nicht spezifiziert                 |
| Vibrations- und Stoßfestigkeit         | Beschleunigung bei Stoß/Rütteln (Frequenzbereich), bei denen das Relais keine mechanischen Beschädigungen erleidet, die Funktion erhalten bleibt und die Kontakte zuverlässig in der jeweiligen Position bleiben            | 20 g / 4,5 g (10…100 Hz)           |

## Kennzeichnung eines Relais

### Kennzeichnungen der Anschlüsse
Info: Die existierende und hergestellte Typen-Vielfalt von Relais und deren nationalem und internationalem Einsatz in differenzierenden Betriebsbedingungen machen Normierungen zu Empfehlungen, die zudem durch nummerisch/textliche Symbol-Interpretation der PC/Mikrocontroller/SPS-Programme nicht zu vereinheitlichen ist
Üblich sind beispielsweise:
- A1/A2: Spule; …/A3: plus Mittenanzapfung bei bipolarer Spule; bei einem DC-Schütz ist A1 oder A+ an das positivere Potenzial zu schalten und A2 bzw. A– an das negativere; ein AC-Schütz besitzt intern eine Diode und kann funktionell beliebig angeschlossen werden: üblicherweise A1 an einen Außenleiter L, L1, L2 oder L3 und A2 an den Mittenleiter N
- 1/2, 3/4, 5/6: eigentlich veraltete, aber immer noch gebräuchliche Kennzeichnungen für 3 Haupt-Schaltglieder (Schließer) als „3-phasige Drehstrom“-Anschlüsse; da PC-Programme bit-weise zählen: 1, 10, 11, 12, … , 19, 2, 20, 21, … (DIN EN 50011:1978-05) ist die 1-ziffrige prinzipiell irreführend; da ein Schütz nur (Haupt)-Schaltglieder (Kontakt-Krone aus Silber-Legierung[5]) für hohe Ströme im Ampere-Bereich besitzt und man für kleine Ströme, Signal-Ströme, Logik-Ströme, Hilfskontakte (Gold-Legierung) an das Schütz mechanisch koppelt, die für Signal-Ströme im Milli/Mikro-Ampere-Bereich ausgelegt sind
- 01/02, 03/04 und 05/06: Schließer als sogenannte „Haupt-Schaltglieder“ für die 3-phasigen Außenleiter U/V/W bzw. L1/L2/L3 (immer noch gebräuchliche Kontakt-Beschriftung auf Betriebsmitteln, kommt in Konflikt mit Wechslern 2. Schaltglied!)
- 11/12 … 91/92: Öffner 1. bis 9. Schaltglied („Ruhe-Kontakt“; NC = normally closed)
- 13/14 … 93/94: Schließer 1. bis 9. Schaltglied (Kontakt schließt bei Anlegen einer Spannung an die Spule: „Arbeits-Kontakt“; NO = normally open)
- 95/96/97/98: Wechsler 1. Schaltglied (Belegung der Kontakte nicht einheitlich: siehe Datenblatt des Herstellers, da man jeden Wechsler als NO/NC-Kombination mit gemeinsamem (intern verbundenen oder extern zu verbindenden) COM-Anschluss 96/98 betrachten kann; nicht näher spezifiziertes Umschalt-Verhalten, z. B.: 95/97 brückend oder unterbrechend)

Bedeutung 1. Ziffer und 2. Ziffer:
- 21/22 oder 23/24: 2. Kontakt (Schaltglied)
- 31/32 oder 33/34: 3. Kontakt (Schaltglied)
- usw.: bis 91/92 oder 93/94: 9. Kontakt (Schaltglied)
- 95/96/97/98: 1. Wechsler-Schaltglied
- 05/06/07/08: 2. Wechsler-Schaltglied

Um sicher zu gehen, studiere man das ausgewählte Relais mit seinen Datenblatt und Referenzen!
Haben Relais mehrere Betätigungsspulen, so werden die weiteren Spulen mit A3/A4 usw. bezeichnet. Die vordere Ziffer der Kontaktbezeichnung wird bei einem Relais mit mehreren Kontakten numerisch erhöht, die hintere gibt die Art des Relais-Kontaktes an. So bezeichnet z. B. 53/54 das 5. Schaltglied, dessen Kontakt als Schließer funktioniert.
Im (deutschen) Fernmeldewesen ist folgende Regelung üblich (DIN 41220): Man bezeichnet:
- die Anordnung im Kontaktsatz mit römischen Ziffern
- die zugehörigen Kontakte mit den entsprechenden Kleinbuchstaben
- Spulen mit Großbuchstaben

### Übliche Bezeichnung der Schaltkontakte
In Datenblättern und Vergleichstabellen zu Relais findet man häufig englische Abkürzungen für die Anzahl der Schaltkontakte und -positionen:
- Anzahl der Kontaktstellen:

Der einfachste Schalter hat eine Kontaktstelle; einer der Leiter ist direkt mit dem beweglichen Schaltelement verbunden:
SM – Single Make (Arbeitskontakt)
SB – Single Break (Ruhekontakt)
SM-SB – Wechselkontakt
Es gibt auch Schalter mit zwei Kontaktstellen, wobei das bewegliche Schaltglied die Verbindung zwischen beiden Leitern entweder herstellt oder trennt (bei Schützen üblich):
DM – Double Make (Arbeitskontakt)
DB – Double Break (Ruhekontakt)
DB-DM – Wechselkontakt
- P Pole – Anzahl der Schaltkontakte (Single, Double, …)
- Reihenfolge der Abkürzungen:

Eine Kontaktanordnung wird folgendermaßen gekennzeichnet:
1. Polzahl (Poles)
2. Schaltstellungen (Throws)
3. Ruhezustand (Normal Position)

Gelegentlich folgt noch eine Break-Make-Angabe (meist weggelassen)
- Ruhe-, Arbeits- und Wechselkontakte:

NC – Normally Closed = Ruhekontakt; auch: Break
NO – Normally Open = Arbeitskontakt; auch: Make
CO – Change Over = Wechselkontakt; auch: Break - Make (B-M)
- T Throw – Anzahl der Schaltpositionen (Single, Double)

Einige Beispiele:
| SPST NO = Single Pole, Single Throw, Normally Open – Einpoliger Schalter mit Arbeitskontakt |
| SPDT – Einpoliger Umschalter (auch: SP CO)                                                  |
| DPST NO – Zweipoliger Einschalter                                                           |
| DPDT – Zweipoliger Umschalter (auch: DP CO)                                                 |

## Schalten von Relais mit Transistoren

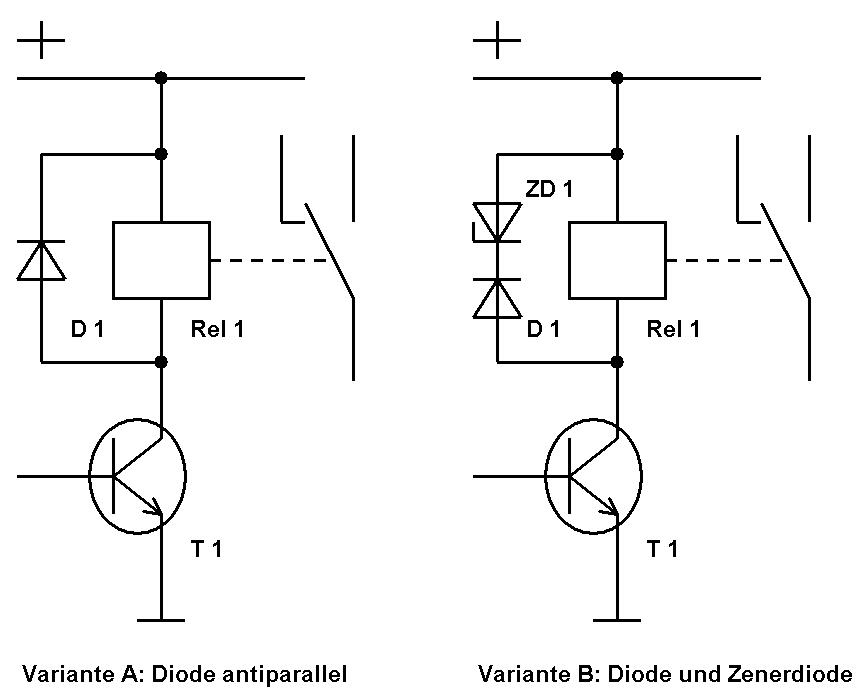
Ansteuerschaltungen für Relais

Bei der Ansteuerung der Relaisspule mit einem Transistor ist zu beachten, dass durch Selbstinduktion beim Abschalten des Stromes durch die Spule des Relais eine hohe Spannung mit entgegengesetzter Polarität entsteht. Diese Spannung überschreitet die Nennspannung des Relais deutlich und kann durch Überschreiten der maximalen Sperrspannung des Transistors diesen zerstören.
Um die Zerstörung des Schalttransistors (T1 in der Abbildung) zu verhindern, schließt man diese Gegenspannung durch eine Freilaufdiode (D1 in der Abbildung) kurz bzw. begrenzt sie auf die Vorwärtsspannung der Diode. Allerdings führt das dazu, dass das Magnetfeld in der Spule langsamer zusammenbricht und sich die Abschaltzeit des Relais deutlich verlängert.
Die Nachteile hinsichtlich der Schaltzeit der Variante A löst man durch Hinzufügen einer Zenerdiode (ZD 1 in der Abbildung, Variante B), deren Zenerspannung als Richtwert ungefähr der Nennspannung des Relais entsprechen sollte – das Magnetfeld in der Spule kann deutlich schneller zusammenbrechen. Dabei ist jedoch zu beachten, dass die Sperrspannung des Schalttransistors immer noch größer als Betriebsspannung plus Zenerspannung sein muss, um seine Zerstörung zu verhindern.
Es gibt noch weitere Schutzschaltungen, zum Beispiel mit parallelem Schutzwiderstand oder mit auf die Induktivität der Spule abgestimmtem RC-Glied (snubber). Diese Maßnahmen arbeiten polaritätsunabhängig und sind auch für Relais mit Wechselspannungs-Betätigung geeignet.
Einige Relaistypen haben bereits eine Freilaufdiode oder einen Schutzwiderstand eingebaut.
Weiterhin gibt es spezielle, zum Schalten induktiver Lasten geeignete Schalttransistoren, die ihrerseits eine Begrenzerdiode eingebaut haben (z. B. der Darlington-Transistor 2SD1843).

## Geschichte
Erfunden wurde das Relais 1835 während der Weiterentwicklung der elektromagnetischen Telegraphie und 1844 erhielt es seinen Namen. Die Idee eines Telegraphen existierte zwar schon seit Mitte des 18. Jahrhunderts, aber das Relais war letztendlich der Schlüssel zum Erfolg. Es musste alle 30 km in den Signalweg der Telegraphenleitungen eingefügt werden, um die ankommenden schwachen Signale zu regenerieren. Damit war die Grundlage geschaffen, Impulse über weite Strecken zu übertragen.

### Wichtige Erfindungen der Vorzeit
- 1825 erfand und veröffentlichte William Sturgeon als Erster das elektrische Bauelement Elektromagnet, also eine Spule mit Klemmen und mit Eisenkern zur Feldverstärkung.

### Elektromagnetische Telegraphie
- 1831 baute Joseph Henry den weltweit ersten elektromagnetischen Telegraphen. Hierzu benutzte er einen Kilometer langen Kupferdraht innerhalb eines Hörsaals. Zwischen den Polen eines hufeisenförmigen Elektromagneten platzierte er einen Dauermagneten. Wenn der Elektromagnet mit einer Batterie unter Strom gesetzt wurde, wurde der Dauermagnet von einem Pol abgestoßen und vom anderen angezogen. Beim Umpolen der Batterie kehrte der Dauermagnet in seine ursprüngliche Position zurück. Mit Hilfe eines Polwechslers, der somit die Polarität des Elektromagneten umschalten konnte, brachte Henry den Dauermagneten dazu, eine kleine Büroklingel zu läuten.[7][8]

- 1832 baute Paul Schilling von Cannstatt mit drehenden Magnetnadeln ebenfalls einen elektromagnetischen Telegraphen. Doch war dieser sehr aufwändig, so dass er sich nicht durchsetzen konnte.

- 1833 verbanden Carl Friedrich Gauß und Wilhelm Eduard Weber eine Sternwarte und Physikalisches Kabinett in Göttingen (Distanz von 1500 m) mit zwei Drähten und bauten eine elektromagnetische Telegraphenanlage.[9] Der Telegraph selbst bestand aus einem Sender, einem Leiter und einem Empfänger. Der Leiter, also der gespannte Kupferdraht, verband zwei Spulen miteinander: Eine in Webers Kabinett und eine in der Sternwarte von Gauß. Beide Spulen waren locker um einen Magnetstab gewickelt und konnten entlang des Stabes bewegt werden. Das elektromagnetische Prinzip der Induktion löste bei einer Bewegung der Sender-Spule einen Stromstoß aus, der über den Draht zur anderen Spule geleitet und dort wieder in Bewegung übersetzt wurde. Das Ausschlagen der Spule beim Empfänger wurde dabei durch ein System von Spiegeln und Fernrohren vergrößert und sichtbar gemacht.[10] Die Nachricht wurde hierbei mit einem Binärcode übermittelt. Anders als das heute bekannte klassische Relais schaltete die Spule mit Eisenkern keine elektrische Arbeitskontakte für einen Stromkreis, sondern ein Lichtkreis.

- 1835 entwickelte Joseph Henry eine Nachrichtenübermittlung von seinem Labor zu seinem Haus. Hierbei verwendete er als weltweit Erster ein Relais mit elektrischen Arbeitskontakten. Er benutzte einen Elektromagneten, der bei geringer Leistung über große Entfernungen gut funktionierte, um einen viel größeren Elektromagneten zu steuern, der eine Last von Gewichten trug. Indem er den ersten elektromagnetischen Kreis unterbrach, schaltete er auch den zweiten elektromagnetischen Kreis ab, wodurch die Gewichte auf den Boden fielen, während er in sicherer Entfernung blieb. Innerhalb vieler Kreise gilt er als der Erfinder des Relais.[8][11][7]

- 1837 führte Charles Wheatstone zusammen mit William Fothergill Cooke die Eisenbahntelegraphie in England ein.

- Samuel Morse verbesserte nach Korrespondenz mit Joseph Henry das Relais so, dass es auch auf schwächere Impulse reagierte und setzte es als Signalverstärker ein der es Signalen ermöglicht, große Entfernungen zurückzulegen.

- 1844 fand die erste Demonstration des Telegraphen zwischen Washington und Baltimore statt. In Anlehnung an die Relaisstationen der Post, wo die Postreiter ihre Pferde gegen frische tauschen konnten, taufte man das neue Gerät Relais.

### Fernsprechvermittlung
Ein wesentlicher Impuls zur weiteren Verbreitung des Relais war die Einführung der Teilnehmerselbstwahl in der Fernsprechvermittlungstechnik Ende des 19. Jahrhunderts. Die erste Selbstwähleinrichtung in Deutschland wurde am 10. Juli 1908 in Hildesheim für den Ortsverkehr mit 900 Teilnehmern in Betrieb genommen. Der nationale Fernsprechverkehr wurde ab 1923 nach und nach automatisiert und wäre ohne den massiven Einsatz der Relaistechnik nicht denkbar gewesen.

### Relais am Beginn der Computerentwicklung
Das Relais ermöglichte auch die Entwicklung des Computers, der erstmals 1941 von Konrad Zuse unter dem Namen „Z3“ mit 2.000 Relais für das Rechenwerk und den Speicher gebaut wurde.
Relais wurden in der Computertechnik allerdings schon Mitte der 1940er Jahre weitgehend durch Elektronenröhren ersetzt. Später wurde die Funktion von Transistoren und Integrierten Schaltkreisen (IC) übernommen.